# 比肯湖
49°27′24″N 11°15′30″E / 49.45667°N 11.25833°E

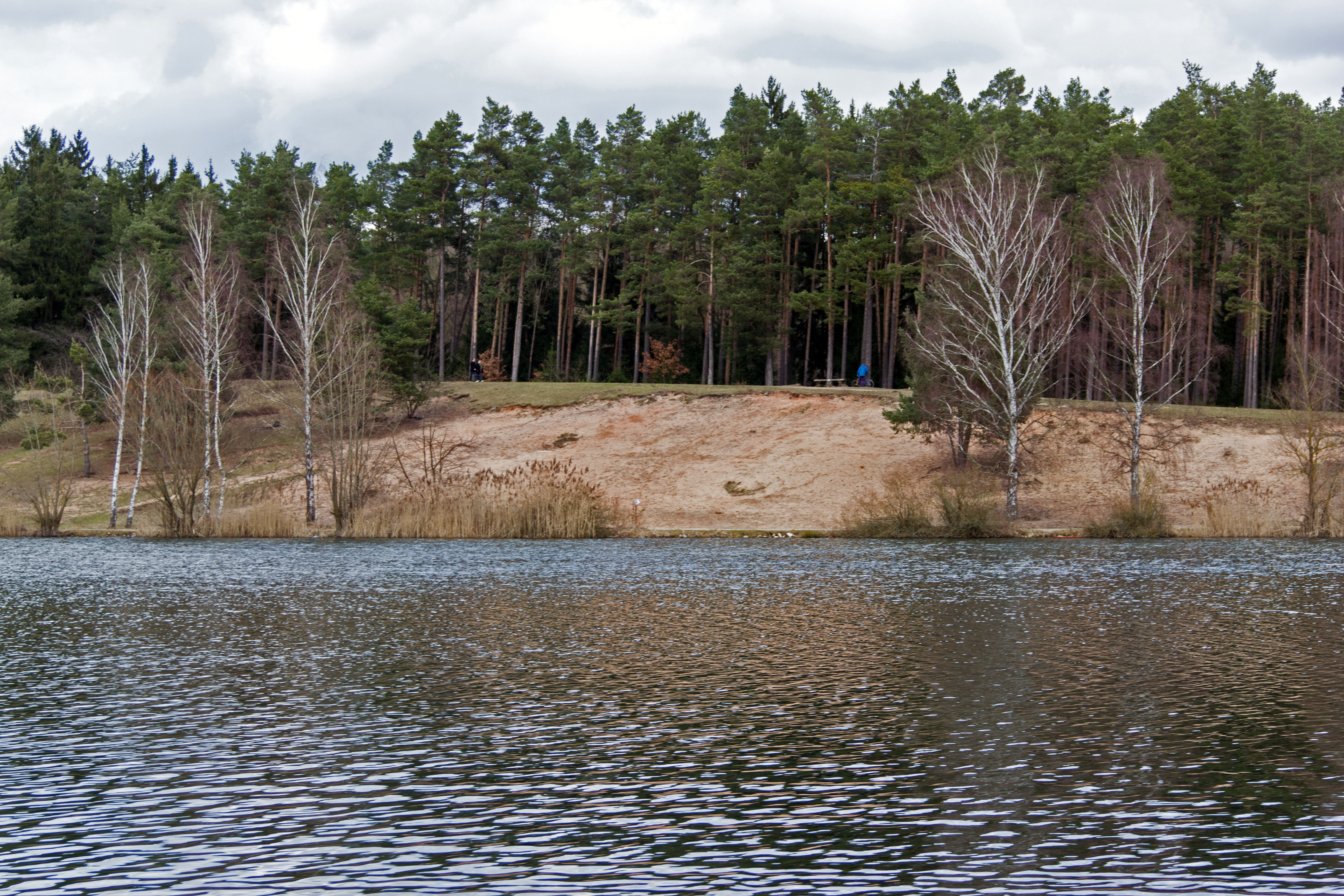

比肯湖（德語：Birkensee），是德國的湖泊，位於該國東南部，由巴伐利亞州負責管轄，處於佩格尼茨河畔勒滕巴赫，面積0.05平方公里，最大水深11米，湖水來自地下水。